# Първа македоно-одринска опълченска бригада
Първа македоно-одринска опълченска бригада е военна част от Македоно-одринското опълчение. Формирана е на 11 октомври 1912 година. Разформирована е на 1 септември 1913 година. Командир на бригадата е подполковник Стефан Николов.

## Състав
- Първа дебърска дружина
- Втора скопска дружина
- Трета солунска дружина
- Четвърта битолска дружина
- Тринадесета кукушка дружина
- Първа картечна рота